# アーサー・コーン

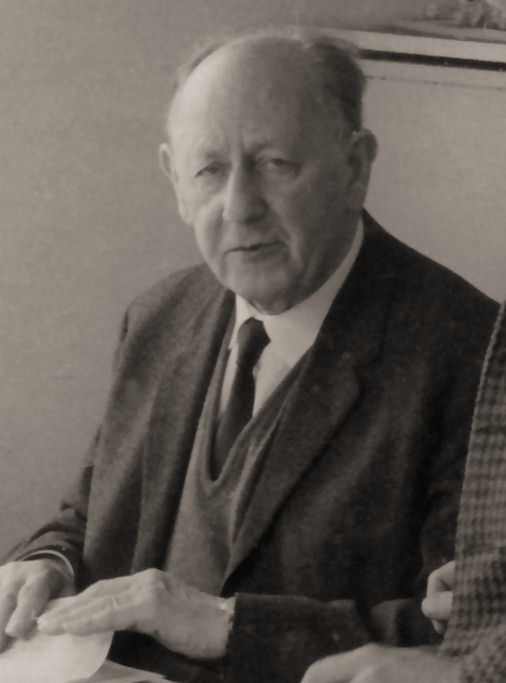

アーサー・コーン（Arthur Korn、1891年6月4日 - 1978年11月14日）は、ドイツ系ユダヤ人建築家、都市計画家。エルンスト・マイ、ルードリッヒ・ヒルバーザイマー、アドルフ・マイヤー、カール・シュナイダーらとともに、ドイツ建築界における新興派の一翼を担った。ドイツ読みはアルトゥーア・コルン。
ドイツ・ブレスラウに生まれる。ベルリンで建築教育を受け、その後1919年から1934年にかけて、ベルリンでスタジオを開業する。1934年にナチの台頭によって、イギリスに逃れるように渡英し、イギリス建築協会付属建築学校・AAスクール講師。都市計画論を担当。

## 代表作品
- マクデブルク・ギアルド商会製靴化工場　1925年
- コップ・ウント・ヨーゼフ商店店舗
- 線状拡大都市理論　1929年発表
- ベルリン近郊のゴム工場（S・ワイツマンと共同設計）　1930年
- 近代建築研究者集団MARSプラン・ロンドン計画委員会委員長　1938年発表